# Пилипенко, Кирилл Денисович
Кири́лл Дени́сович Пилипе́нко (род. 23 сентября 1996, Екатеринбург) — российский хоккеист, правый крайний нападающий хоккейного клуба «Северсталь», выступающего в КХЛ.

## Биография
Кирилл Пилипенко родился 23 сентября 1996 года в Екатеринбурге. Впервые встал на коньки и начал заниматься хоккеем в возрасте пяти лет в местной хоккейной школе клуба «Автомобилист». Первым тренером игрока стал Сергей Викторович Воробьёв. 
В мае 2013 года на драфте юниоров КХЛ 2013 года был выбран московским хоккейным клубом «Динамо» в пятом раунде под общим 145-м номером. С сезона 2012/13 — в команде МХЛ ХК МВД (Балашиха). В двух первых матчах в КХЛ в октябре 2015 года против «Югры» (2:0) и «Авангарда» (2:1 ОТ) забрасывал по шайбе. 7 июля 2017 года перешёл в «Автомобилист», подписав двусторонний двухлетний контракт. Провёл сезон в команде ВХЛ «Горняк» Учалы, сыграв в КХЛ один матч. Сезон 2018/19 провёл в команде ВХЛ «Югра». 5 мая 2019 года вернулся в «Автомобилист», но 3 сентября вновь перешёл в «Югру». 9 декабря перешёл в «Адмирал». 6 июля 2020 года снова вернулся в «Автомобилист», а 26 августа опять оказался в «Югре». 14 мая 2021 года был обменян «Автомобилистом» в «Сочи». В октябре 2021 года был обменян в «Северсталь».
Третий призёр чемпионата МХЛ (2013). Чемпион ВХЛ и обладатель Кубка Братины (2017). Победитель хоккейного турнира зимней Универсиады (2017). Участник юниорского чемпионата мира 2014 года.

## Статистика
| Легенда | Легенда                    | Легенда | Легенда                   | Легенда | Легенда    |
| ------- | -------------------------- | ------- | ------------------------- | ------- | ---------- |
| И       | Количество проведённых игр | Штр     | Штрафное время            | +/−     | Плюс-минус |
| Г       | Голы                       | П       | Голевые передачи          | О       | Очки       |
| -       | Статистика неизвестна      | —       | Статистика не учитывалась |         |            |